# The Great Ziegfeld
The Great Ziegfeld (bra: Ziegfeld - O Criador de Estrelas; prt: O Grande Ziegfeld) é um filme norte-americano de 1936, do gênero comédia romântica-biográfica-musical, dirigido por Robert Z. Leonard.
O elenco tem Willian Powell, Myrna Loy e Luise Rainer — vencedora do Oscar de melhor atriz.

## Sinopse
O filme retrata a vida de Florenz Ziegfeld (William Powell), um dos maiores empresários do showbusiness norte-americano no começo do século 20. Incluindo seus casos com artistas de seus espetáculos, seu casamento com Anna Held (Luise Rainer) e a crise da década de 1930.

## Elenco principal

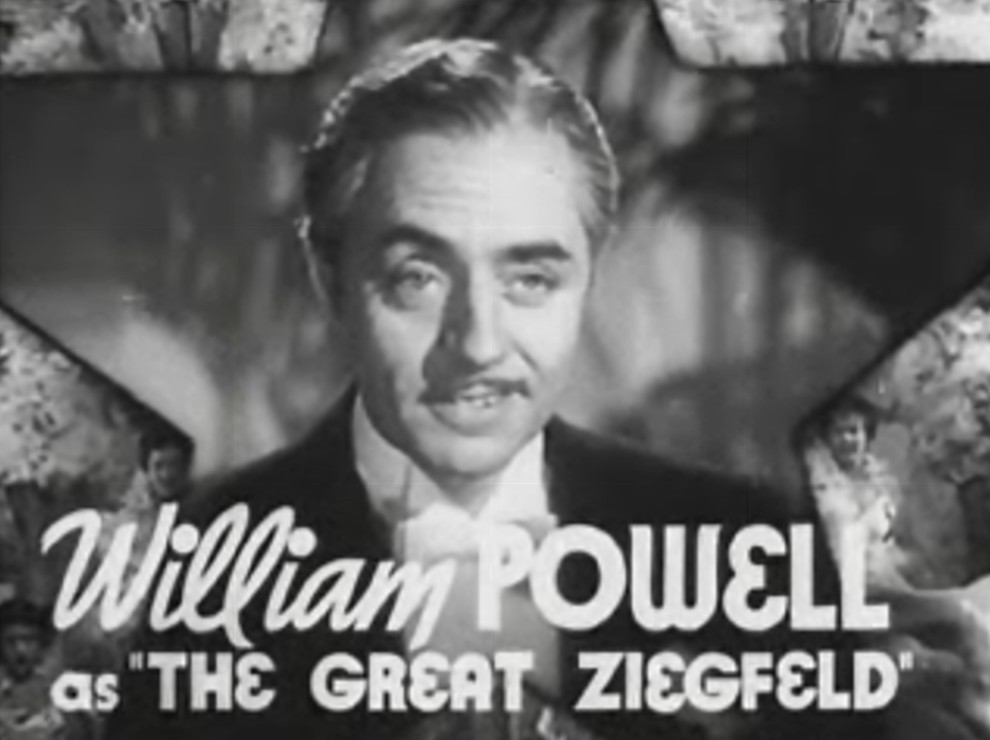
William Powell como Ziegfeld
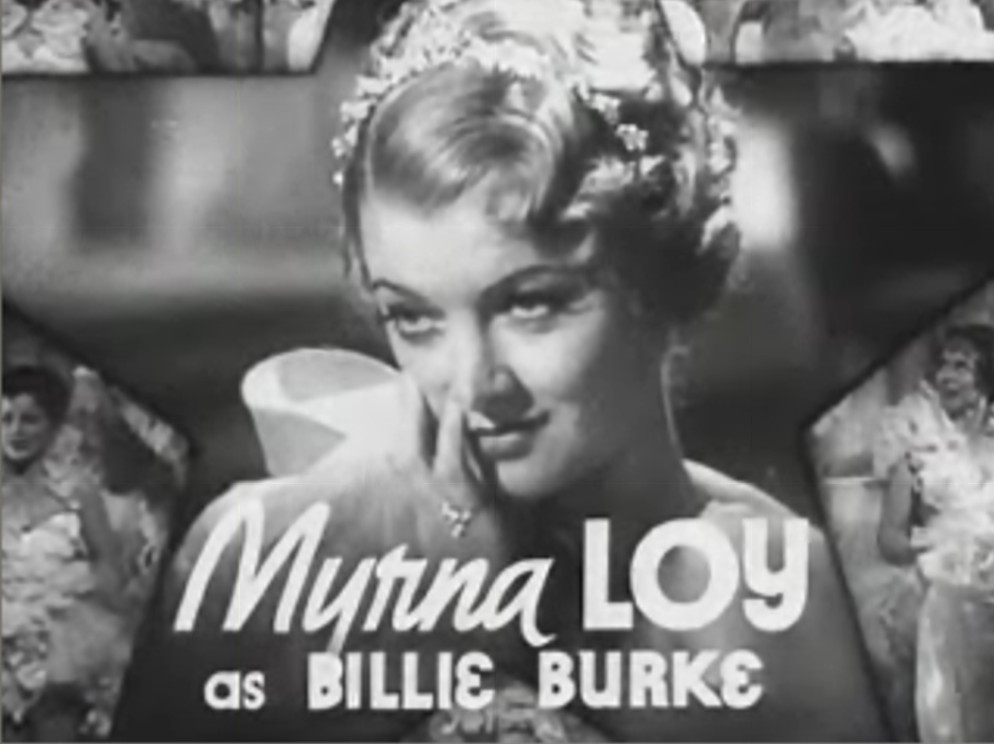
Myrna Loy como Billie Burke
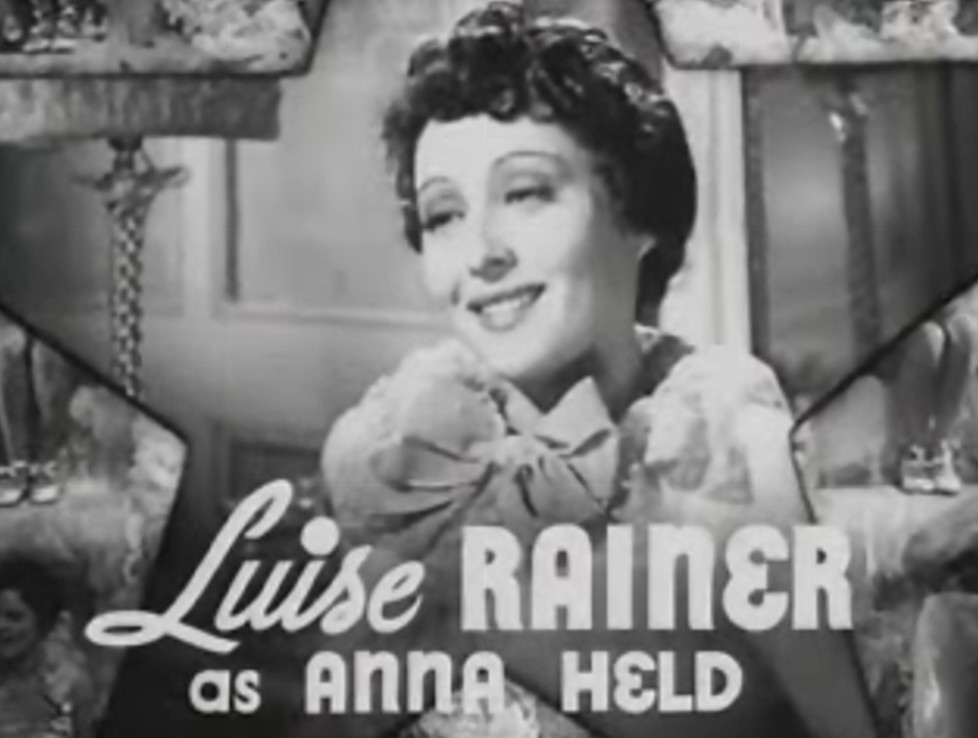
Luise Rainer como Anna Held
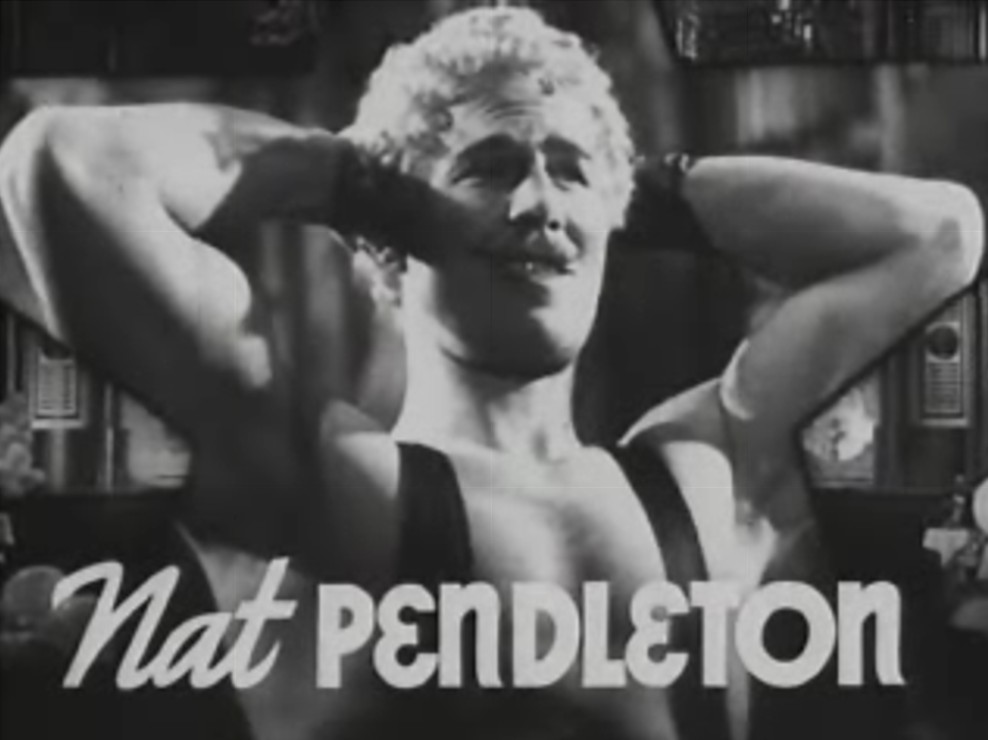
Nat Pendleton como Eugen Sandow
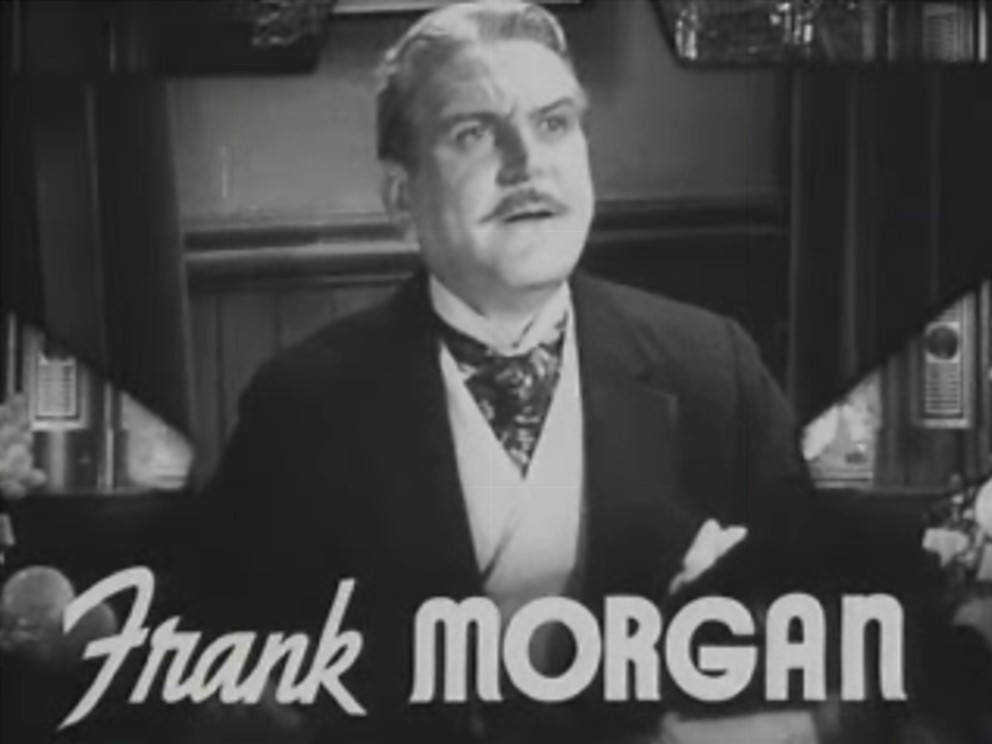
Frank Morgan como Jack Billings
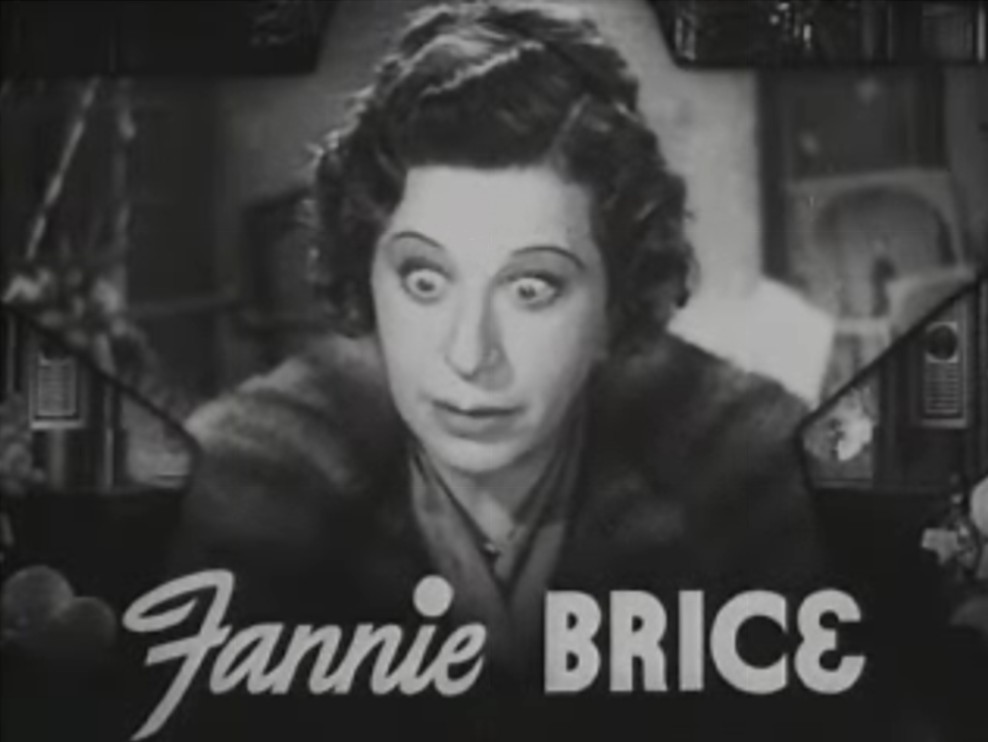
Fanny Brice como ela mesma
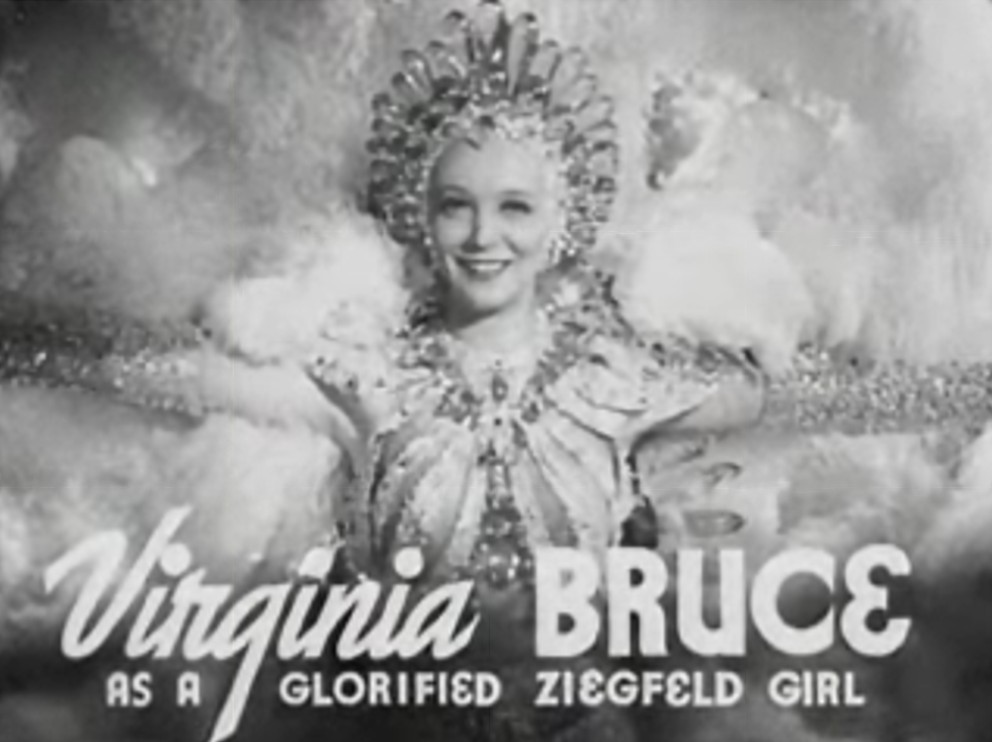
Virginia Bruce como Audrey Dane
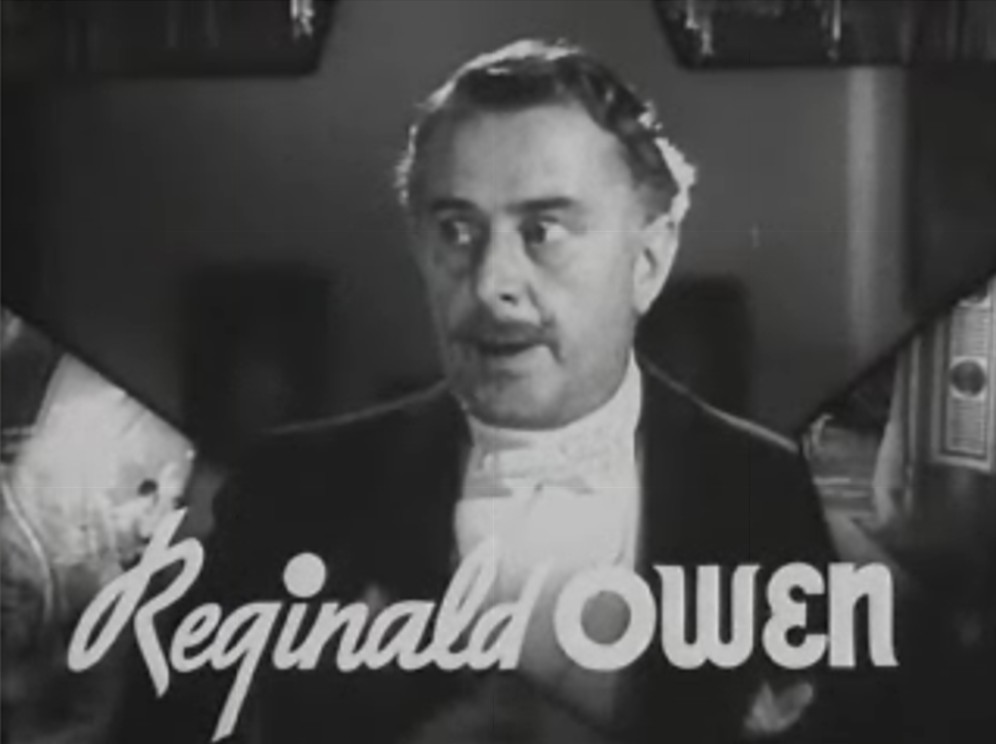
Reginald Owen como Sampson
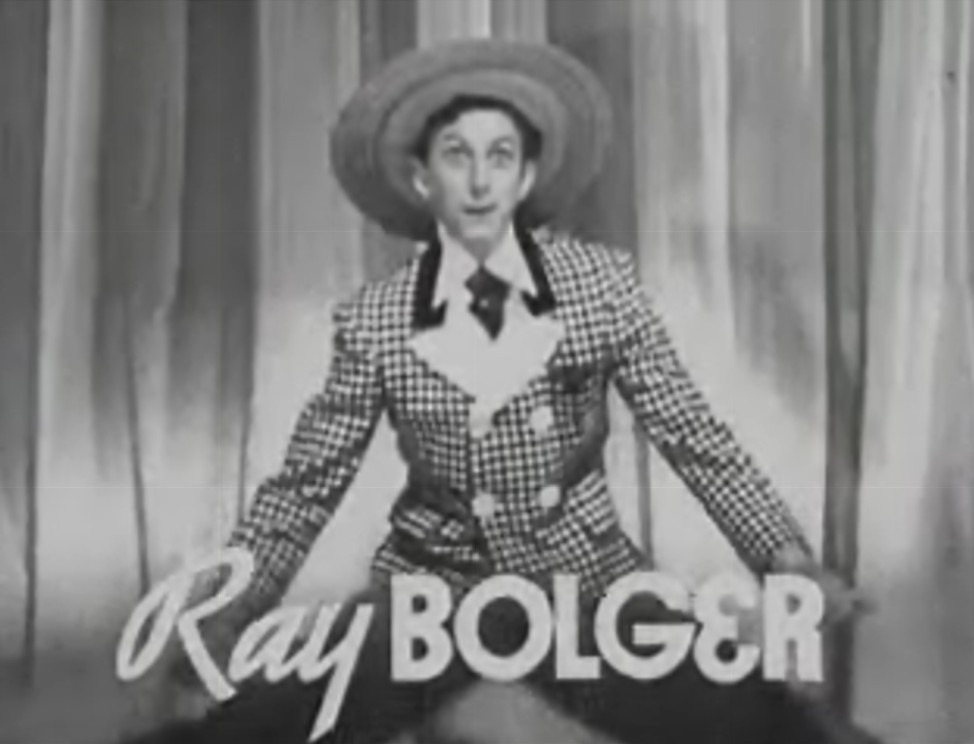
Ray Bolger como ele mesmo
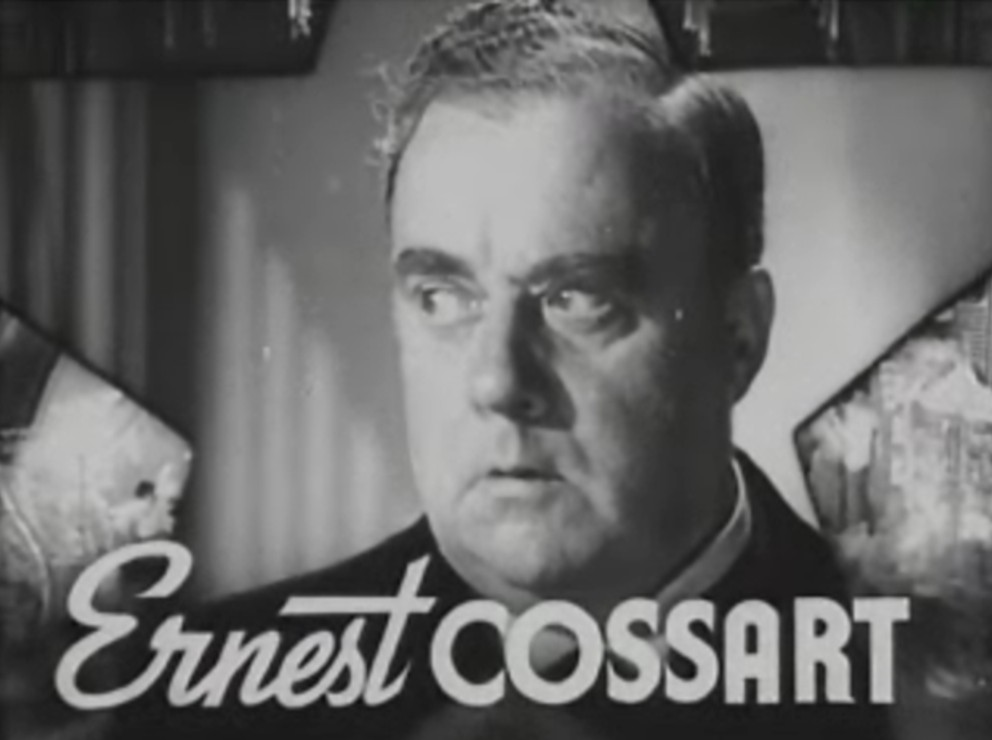
Ernest Cossart como Sidney

## Prêmios e indicações
| Prêmio/Evento | Categoria               | Recipiente                                       | Resultado |
| ------------- | ----------------------- | ------------------------------------------------ | --------- |
| Oscar 1937    | Melhor filme            | Melhor filme                                     | Venceu    |
| Oscar 1937    | Melhor atriz            | Luise Rainer                                     | Venceu    |
| Oscar 1937    | Melhor coreografia      | Seymour Felix ("A Pretty Girl Is Like a Melody") | Venceu    |
| Oscar 1937    | Melhor direção de arte  | Cedric Gibbons, Eddie Imazu, Edwin B. Willis     | Indicado  |
| Oscar 1937    | Melhor direção          | Robert Z. Leonard                                | Indicado  |
| Oscar 1937    | Melhor edição           | William S. Gray                                  | Indicado  |
| Oscar 1937    | Melhor roteiro original | William Anthony McGuire                          | Indicado  |